# گنبد (ایجرود)
گنبد (ایجرود)، روستایی از توابع بخش حلب شهرستان ایجرود در استان زنجان ایران است.

## جمعیت
این روستا در دهستان ایجرود پایین قرار دارد و براساس سرشماری مرکز آمار ایران در سال ۱۳۸۵، جمعیت آن ۱۰۶ نفر (۳۱خانوار) بوده‌است.